# Phares de Spectacle Island
Les phares de Spectacle Island (en anglais : Spectacle Island Range Lights) étaient une paire de phare situés sur Spectacle Island (Massachusetts) (en) dans Boston Harbor dans le Comté de Suffolk (État du Massachusetts). Ils ont été supprimés en 1913 après que des changements dans les chenaux d’entrée du port les aient rendus obsolètes.

## Histoire
Les phares étaient des feux d'alignement dans un chenal du port de Boston. Ils furent demandés par l'United States Lighthouse Board en 1892, et l'appropriation n'a été donnée qu'en 1895. Deux tours octogonales identiques ont été construites, chacune équipée d'un réflecteur rouge. À l'origine peints en blanc, ils ont été repeints avec une bande rouge dans la section médiane en 1904. En même temps, les deux tours ont été déplacées à 15,6 mètres au sud.
L'année précédant la relocalisation, les phares de Broad Sound Channel avaient été installés sur l'île, à proximité immédiate des anciens phares. Les deux jeux de lumières étaient souvent confondus et quand il a été proposé d’interrompre les lumières de Spectacle Island en raison du décalage du chenal, on s’est opposé à la suspension parce que l’on pensait que ceux de Broad Sound Channel serait éliminés. La confusion a été éclaircie et les objections ont été retirées, et la chaîne Spectacle Island a été abandonnée en 1913.
Identifiant : ARLHS : USA-1389 et 1390 .
|                  |
| Spectacle Island |

### Lien connexe
- Liste des phares du Massachusetts